# Tatosoma semifasciata
Tatosoma semifasciata là một loài bướm đêm trong họ Geometridae.